# Mercè Civit i Illa
Mercè Civit i Illa (Barcelona, 26 d'abril de 1955) és una treballadora social i política catalana, que ha estat diputada al Parlament de Catalunya, com a representant d'EUiA.

## Activitat professional
Diplomada en treball social per l'Escola Universitària de Treball Social, és funcionària de l'Ajuntament de Viladecans com a treballadora social, als serveis socials d'atenció primària, on ha creat el servei d'atenció a les dones que pateixen violència de gènere. Ha impartit xerrades i cursos i ha publicat articles sobre polítiques d'igualtat i violència de gènere. Ha impartit classes en el màster «Polítiques d'igualtat de gènere» a la Universitat Autònoma de Barcelona.
Ha coordinat l'estudi El treball de les dones a Catalunya. Cap a una igualació creixent, publicat pel Consell de Treball Econòmic i Social de Catalunya (CTESC). Ha coordinat l'estudi Les conseqüències del tancament d'empreses vers les dones, publicat per la Secretaria de la Dona de Comissions Obreres. Pertany al moviment feminista Ca la Dona i és membre del Consell Rector de la Universitat Progressista d'Estiu de Catalunya.

## Activitat política
Afiliada a Comissions Obreres des del 1977, va ser fundadora del sindicat de sanitat del Garraf i ha estat delegada a la Junta de Personal de l'Ajuntament de Viladecans i presidenta del Comitè Unitari. Ha estat responsable de la Dona de la Federació d'Administració Pública i directora de Funció Pública. També ha estat responsable de la Secretaria de la Dona de Comissions Obreres de Catalunya (1995-2006), membre del Consejo Confederal de Comissions Obreres (1998-2006) i membre del CTESC des que es va crear fins al 2006.
Políticament, va ingressar al PSUC el 1976 i després va passar a formar part del Partit dels Comunistes de Catalunya (PCC), del qual fou membre de la direcció. També va ser membre de la Comissió Nacional d'Esquerra Unida i Alternativa (EUiA) des que es va fundar i membre del Consejo Político Federal de Izquierda Unida (IU).
Fou escollida diputada al Parlament de Catalunya a les eleccions de 2006 i de 2010.
A les eleccions de 2012 va quedar fora de les llistes, cosa que va fer que altres militants li donessin el seu suport.
En deixar la política parlamentària continuà amb la seva tasca com a treballadora social. Com a membre i vicedegana de la Junta de Govern del Col·legi Oficial de Treball Social de Catalunya, ha continuat defensant els drets socials i el suport a la ciutadania.